# Khuzdul
El Khuzdul és un idioma creat per J.R.R. Tolkien en el context de la seva obra literària referida a la Terra Mitjana. Va ser la llengua dels nans inventada per Aulë, i que aquest ensenyà als pares dels nans quan despertaren.
Els nans la consideraven una llengua secreta i molt poques persones que no fossin membres d'aquesta raça l'aprengueren.